# James E. Marcia
James E. Marcia, kanadski razvojni psiholog.
Trenutno deluje kot zaslužni profesor psihologije na Simon Fraser University (Univerzi Simona Fraserja) v Britanski Kolumbiji v Kanadi. Najbolj je znan po svojem delu v socialni psihologiji razvoja, kjer je razširil psihosocialno teorijo Erika Eriksona.
Marcia je proučeval Eriksonovo delo, zlasti psihosocialni razvoj v adolescenci. Erikson je trdil, da  je normativni konflikt, ki se pojavlja v adolescenci, nasprotje med identiteto in zmedenostjo (identitetna kriza). Marcia je to Eriksonovo predpostavko predelal v smislu, da pri tej stopnji ne gre niti za identitetno razrešitev niti za identitetno zmedenost (kot je trdil Erikson), ampak da je bistveno, koliko je posameznik raziskoval identiteto ter koliko se ji je zavezal. Identiteto pa si ustvarimo na različnih področjih, in sicer
- v politiki
- v poklicu
- na področju religije
- v intimnih razmerjih
- v odnosih s prijatelji
- v spolnih vlogah.

1. 1 2  L. Nicole Hammons James Marcia – Identity Status